# 에드윈 캐트멀
에드윈 캐트멀(Edwin Catmull, 1945년 3월 31일 ~ )은 미국의 전산학자이자 픽사의 사장이다.
유타 대학교에 입학하여 물리학과 전산학을 전공하면서 컴퓨터 그래픽스의 중요한 기본 개념인 Z 버퍼링, 텍스처 매핑, B 스플라인을 만들었다. 또한 3차원 컴퓨터 그래픽스를 이용한 최초의 영화를 제작하였다.
1979년 루카스필름에 입사하여 이미지 합성 기법을 개발하였다. 1986년에는 픽사를 창업하였다. 픽사에서 제작한 3차원 렌더링 소프트웨어 렌더맨의 주요 개발자이기도 하다.
렌더맨과 이미지 합성 기법의 개발로 아카데미 공로상을 세 번 수상하였다. 컴퓨터 그래픽스 분야에 많은 업적을 남겼으며, 이 업적으로 2019년 튜링상을 수상하였다.
저서로 창의성을 지휘하라가 있다. 루카스필름에서 시작하여 픽사를 창업하고 월트 디즈니 컴퍼니에 합병된 후까지의 일대기를 다룬 일종의 자서전이다.

## 같이 보기
- 픽사
- 컴퓨터 그래픽스